# Janusz Gil (astronom)
Janusz Andrzej Gil (ur. 24 listopada 1951 w Bielsku-Białej, zm. 19 października 2014 w Wilkanowie k. Zielonej Góry) – polski astronom, specjalizujący się w astrofizyce; nauczyciel akademicki związany z uczelniami w Warszawie i Zielonej Górze, prorektor Uniwersytetu Zielonogórskiego.

## Życiorys
Urodził się w 1951. Syn Teodora i Anny. Po ukończeniu szkoły podstawowej, a następnie średniej – I Liceum Ogólnokształcące im. Mikołaja Kopernika w Bielsku-Białej, podjął studia na Wydziale Matematyczno-Fizycznym Wyższej Szkoły Pedagogicznej w Rzeszowie, które ukończył uzyskując magisterium. Niedługo potem rozpoczął studia doktoranckie oraz pracę naukowo-dydaktyczną jako asystent na Wydziale Fizyki Uniwersytetu Warszawskiego. Studia doktoranckie ukończył w 1983. Tym samym otrzymał awans na stanowisko adiunkta. Po obronie doktoratu wyjechał do Narodowego Centrum Radioastronomii w Charlottesville, a potem od 1985 do 1987 przebywał na Wydziale Fizyki i Astronomii Uniwersytetu Kentucky w Stanach Zjednoczonych.
Na Uniwersytecie Warszawskim otrzymał w 1988 stopień naukowy doktora habilitowanego. W tym samym roku został zatrudniony jako adiunkt w Instytucie Fizyki, a następnie kolejno jako: profesor nadzwyczajny i dyrektor Instytutu Astronomii Wyższej Szkoły Pedagogicznej im. Tadeusza Kotarbińskiego w Zielonej Górze (od 2001 Uniwersytet Zielonogórski). Z jego inicjatywy 1 lipca 1989 utworzono Zielonogórskie Centrum Astronomii, które było prekursorem późniejszego Instytutu Astronomii UZ. Instytut pod kierownictwem Janusza Gila stał się liczącym, a także znanym w kraju oraz na świecie ośrodkiem astronomii. Był pomysłodawcą budowy w Zielonej Górze planetarium, które powstało w 2015 w ramach Centrum Nauki Keplera. W latach 1991–1993 przebywał na stypendium Humboldta w Instytucie Radioastronomii Maxa Plancka w Bonn. Zajmował się badaniem pulsarów oraz gwiazd neutronowych, a w szczególności ich promieniowaniem radiowym i rentgenowskim. Wśród wypromowanych przez niego doktorów znalazł się Jarosław Kijak.
W 1996 prezydent Polski Aleksander Kwaśniewski nadał mu tytuł profesora nauk fizycznych. Rok później wyjechał jako honorowy profesor wizytujący na Uniwersytet w Hongkongu. Honorowe stypendium Humboldta uzyskał w 2001. W 2005 przebywał na Wydziale Fizyki i Astronomii Uniwersytetu Las Vegas w Nevadzie jako profesor wizytujący. Od 2012 sprawował funkcję prorektora do spraw nauki i współpracy z zagranicą Uniwersytetu Zielonogórskiego. Janusz Gil zmarł nagle 19 października 2014 w podzielonogórskim Wilkanowie. Pogrzeb odbył się 24 października 2014 w nowej części Cmentarza Komunalnego w Zielonej Górze.